# Toshikazu Kawaguchi
Toshikazu Kawaguchi (Japans: 川口俊和) Osaka, 3 april 1971) is een Japans schrijver, scenarioschrijver en regisseur.

## Biografie
Toshikazu Kawaguchi werd in 1971 geboren in Osaka, Japan. Na jarenlang als scenarioschrijver en regisseur van verschillende toneelstukken te hebben gewerkt, begon hij een carrière als romanschrijver. Zijn debuutroman Before the coffee gets cold - Voordat de koffie koud wordt uit 2015 is gebaseerd op het gelijknamig toneelstuk dat hij schreef en dat het 10e Suginami Drama Festival won. Er werden in Japan meer dan een miljoen exemplaren verkocht. Het boek werd vertaald en verscheen in meer dan dertig landen. Wereldwijd werden er meer dan tweeënhalf miljoen exemplaren verkocht. Het werd in 2018 verfilmd en internationaal uitgebracht onder de titel Cafe Funiculi Funicula. Zijn stijl wordt door critici vergeleken met die van de Japanse auteurs Haruki Murakami en Banana Yoshimoto.

### Before the coffee gets cold-serie
- Before the coffee gets cold - Voordat de koffie koud wordt (コーヒーが冷めないうちに, Kōhī ga samenai uchi ni), uitgebracht op 6 december 2015. Vertaling: Maarten Liebregts, 2020.[3][4]
- Tales from the cafe - Voordat de waarheid uitkomt (この嘘がばれないうちに, Kono uso ga barenai uchi ni), uitgebracht op 20 maart 2017. Vertaling: Geert van Bremen, 2023.[5][6]
- Before your memory fades - Voordat je herinnering vervaagt (思い出が消えないうちに, Omoide ga kienai uchi ni), uitgebracht op 25 september 2018. Vertaling: Sarah Van Camp, 2024.[7]
- Before we say goodbye - Voordat we vaarwel zeggen (さよならも言えないうちに, Sayonara mo ienai uchi ni), uitgebracht op 14 september 2021. Vertaling: Ton Heuvelmans, 2024.[8]
- Voordat we elkaar kwijtraken - Before we forget kindness (やさしさを忘れぬうちに), uitgebracht op 13 maart 2023. Vertaling: Ton Heuvelmans, 2025.[9]
- (愛しさに気づかぬうちに), uitgebracht op 25 september 2024.